# 常微分方程式
常微分方程式（じょうびぶんほうていしき、英: ordinary differential equation, O.D.E.）とは、微分方程式の一種で、未知関数が本質的にただ一つの変数を持つものである場合をいう。すなわち、変数 t の未知関数 x(t) に対して、（既知の）関数 F を用いて
{\displaystyle F(t,x(t),x^{(1)}(t),\dots ,x^{(n)}(t))=0\quad \left(x^{(k)}(t):={\frac {\mathrm {d} ^{k}}{\mathrm {d} t^{k}}}x(t),\,\mathrm {for} ~\,k=0,1,\dots ,n\right)}
という形にできるような関数方程式を常微分方程式と呼ぶ。x(k)(t) は未知関数 x(t) の k 階の導関数である。未知関数が単独でない場合には、関数の組をベクトルの記法を用いて表せば次のようになる。
{\displaystyle {\boldsymbol {F}}(t,{\boldsymbol {x}}(t),{\boldsymbol {x}}^{(1)}(t),\dots ,{\boldsymbol {x}}^{(n)}(t))={\boldsymbol {0}}\quad \left({\boldsymbol {x}}^{(k)}(t):={\frac {\mathrm {d} ^{k}}{\mathrm {d} t^{k}}}{\boldsymbol {x}}(t),\,\mathrm {for} ~\,k=0,1,\dots ,n\right).}
ここで F, x は
{\displaystyle {\begin{aligned}&{\boldsymbol {F}}(t,{\boldsymbol {x}}(t),{\boldsymbol {x}}^{(1)}(t),\dots ,{\boldsymbol {x}}^{(n)}(t))=\left(F_{1}(t,{\boldsymbol {x}}(t),{\boldsymbol {x}}^{(1)}(t),\dots ,{\boldsymbol {x}}^{(n)}(t)),\dots ,F_{r}(t,{\boldsymbol {x}}(t),{\boldsymbol {x}}^{(1)}(t),\dots ,{\boldsymbol {x}}^{(n)}(t))\right),\\&{\boldsymbol {x}}(t)=\left(x_{1}(t),\dots ,x_{m}(t)\right)\end{aligned}}}
を表す。この方程式系はしばしば連立常微分方程式と呼ばれる。
また、多くの n 階常微分方程式は次のような形に書くことができる。
{\displaystyle x^{(n)}(t)=f(t,x(t),x^{(1)}(t),\dots ,x^{(n-1)}(t))\quad \left(x^{(k)}(t):={\frac {\mathrm {d} ^{k}}{\mathrm {d} t^{k}}}x(t),\,\mathrm {for} ~\,k=0,1,\dots ,n\right).}
常微分方程式の理論およびその研究を微分方程式論という。あるいはまた関数方程式論の名で微分方程式論を指すこともある。

## 線型常微分方程式
常微分方程式が
{\displaystyle {\frac {d^{n}x}{dt^{n}}}+a_{n-1}(t){\frac {d^{n-1}x}{dt^{n-1}}}+\cdots +a_{0}(t)x=b(t)}
の形に表されるとき線型であるという。ただし、ak(t) および b(t) はt を変数とする既知の関数である。b(t) = 0 の方程式は特に斉次 (homogeneous) な方程式と呼ばれ、そうでない方程式は非斉次 (inhomogeneous) な方程式と呼ばれる。

## 非線型常微分方程式
線型でない常微分方程式は非線型であると言われる。非線型方程式の解は一般に、線型方程式のそれに比べて複雑な様相を呈する。そのような例として、ローレンツ方程式やパンルヴェ方程式などがある。一方、求積法で解ける形の非線型方程式も数多く知られている。
以下に例を挙げておく 。

### 1階非線型常微分方程式[1][3]
{\displaystyle y=x{\frac {\;dy\;}{dx}}+x^{n}f{\Bigl (}{\frac {\;dy\;}{dx}}{\Bigr )}.}
{\displaystyle y=x{\frac {\;dy\;}{dx}}+y^{n}f{\Bigl (}{\frac {\;dy\;}{dx}}{\Bigr )}.}
ここに、n は実数であり、f(·) は既知関数である。
{\displaystyle {\frac {{d}y}{{d}x}}={\frac {\,y^{1-m}\,}{x^{1-n}}}f\!\left({\frac {\,y^{m}}{x^{n}}}\right).}　 m, n は実数，ただし，m ≠  0，f は既知関数。
{\displaystyle {\frac {{d}y}{{d}x}}={\frac {\,{d}A(x)\,}{{d}x}}F\!\left({\frac {y}{A(x)}}\right).}　 A(x)，F は既知関数。
{\displaystyle {\frac {{d}y}{{d}x}}=B(x)F(y+A(x))-{\frac {\,{d}A(x)\,}{{d}x}}.}　 A(x )，B(x )，F は，いずれも既知関数。

### 2階非線型常微分方程式[1][3][4]
{\displaystyle y=x{\frac {\,dy\,}{dx}}+P(x)\!\left({\frac {\,d^{\,2}y\,}{dx^{2}}}\right)^{\!\!n}.}
{\displaystyle y=x{\frac {\,dy\,}{dx}}+f\!\!\,\left({\frac {\,d^{\,2}y\,}{dx^{2}}}\right).}
上記の P(x) と f(·) は既知関数とする。
{\displaystyle y=x{\frac {\,dy\,}{dx}}+f\!\,{\Bigl (}x^{n}{\frac {\,d^{\,2}y\,}{dx^{2}}}{\Bigr )}.}　 n は実数，ただし，n ≠ 2，f は既知関数。
{\displaystyle x{\frac {{d}^{\,2}y}{{d}x^{2}}}+(1+f(y)){\frac {{d}y}{{d}x}}=0.}　  f(y) は既知関数。
{\displaystyle x{\frac {{d}^{\,2}y}{{d}x^{2}}}+(\alpha +\gamma {}y^{n}){\frac {{d}y}{{d}x}}=0.}　　α, γ, n は実数．ただし，n ≠ −1。
{\displaystyle {\frac {{d}^{\,2}y}{{d}x^{2}}}=f\!\left({\frac {\alpha +\beta {x}+\gamma {y}}{k+\ell {x}+m{y}}}\right).}　　f (·) は既知関数。{\displaystyle \alpha ,\beta ,\gamma ,k,\ell ,m} は実数．ただし，{\displaystyle \gamma \ell -\beta {m}=0}。

## 連立常微分方程式
連立常微分方程式（simultaneous ordinary differential equations）は、
1 つの独立変数 t と複数の未知関数 x1(t),..., xn(t) およびその導関数により構成される複数の方程式の組である。例えば、比較的簡単な例として、t の 2 つの未知関数を x1(t), x2(t) とする。それらの一階の導関数を x'1(t), x'2(t) として、
{\displaystyle F\left(t,x_{1},x_{2},x'_{1}(t),x'_{2}(t)\right)=0,}
{\displaystyle G\left(t,x_{1},x_{2},x'_{1}(t),x'_{2}(t)\right)=0}
は一つの連立常微分方程式である。ただし、F, G は既知関数である。
一般の連立常微分方程式は、1 つの独立変数と m 個の未知関数およびその n 階の導関数を含み、複数個の常微分方程式の組になる。
{\displaystyle F_{k}\left(t;x_{1},\dots ,x_{m};x_{1}^{(1)},\dots ,x_{m}^{(1)};\dots ;x_{1}^{(n)},\dots ,x_{m}^{(n)}\right)=0,\qquad k=1,2,\dots ,r.}
ここで xi(j)(t) は、未知関数 xi(t) の j 階の導関数である (i = 0, 1,..., m; j = 0, 1,..., n)。
なお、連立常微分方程式を常微分方程式系（system of ordinary differential equations）と呼ぶこともある。
これら r 個の常微分方程式すべてを満足する関数の組 x1(t),..., xm(t) をその解という。
具体的な例を一つ示す。独立変数 x の未知関数を y, z とし、a, b, c, d を定数とすると、
{\displaystyle {\frac {\,dy\,}{dx}}=az+b,}
{\displaystyle {\frac {dz}{\,dx\,}}=cy+d}
は、一階の連立常微分方程式の例である。一般的な連立常微分方程式は、求積法で解くのは困難であるが、一般性を含む連立常微分方程式の例として、求積法で解ける連立常微分方程式が多少知られている。
一例を挙げておく。
{\displaystyle {\begin{cases}\;\,\displaystyle F\!\left(y,\;\;{\frac {\,dz\,}{dx}}\right)=0,\\[3ex]\;\,\displaystyle G\!\left(z,\;\;{\frac {\,dw\,}{dx}}\right)=0,\\[3ex]\;\,\displaystyle H\!\left(w,\;\;{\frac {\,dy\,}{dx}}\cdot \left({\frac {\,dw\,}{dx}}\right)^{\!\!-1}\;\right)=0.\end{cases}}}
x は独立変数であり、y, z, w は x を変数とする未知関数である。また、F, G, H を既知関数とする。

## 関連文献

### 和書
- 藤原松三郎：「常微分方程式論」、岩波書店 (1930年)．
  - 藤原松三郎「常微分方程式論」岩波書店 (1930年) の現代仮名遣い版
- 吉江琢児：「微分方程式論」、共立出版 (1947年).
- フォーサイス(著)、粟野保、末岡清市、石津武彦(共訳)：「微分方程式」上巻、朝倉書店 (1947年).
- 福原満州雄：「微分方程式 上」、朝倉書店 (初版：1951年3月10日)。復刊版はISBN 4-254-11691-8 (2004年12月1日)。
- 福原満州雄：「微分方程式 下」、朝倉書店（初版：1952年6月25日）。復刊版はISBN 4-254-11692-6 (2004年12月1日)。
- 占部実：「微分方程式」、共立出版 (基礎数学講座8) (1955年11月20日).
- 齋藤利弥：「常微分方程式論」、朝倉書店(近代数学講座5) (1967年8月25日).
- コーエン、高野一夫（訳）：「コーエンの微分方程式：リー群論の応用」、森北出版（1971年5月15日）。POD版はISBN 978-4-627-07079-0 (2011年6月）.
- 吉田耕作：「微分方程式の解法 第2版」、岩波書店（岩波全書189）（1978年2月23日）。初版は1954年4月28日。
- 福原満洲雄：「常微分方程式 第2版」、岩波書店(岩波全書 116) (1980年5月23日). POD版はISBN 978-4-00-029015-9（2000年4月).
- レフ・セミョーノヴィチ・ポントリャーギン、千葉克裕(訳)：「常微分方程式 新版」、共立出版 (1981年2月).
- 高野恭一：「常微分方程式」、朝倉書店、ISBN 978-4-25411436-2 (初版1994年2月20日). 復刊版はISBN 978-4-254-11844-5 (2019年12月).
- 伊藤秀一：「常微分方程式と解析力学」、共立出版（共立講座 21世紀の数学 第11巻）、ISBN 978-4-320-01563-0, （1998年1月）.
- J.J.グレイ：「リーマンからポアンカレにいたる 線型微分方程式と群論」、シュプリンガ－フェアラーク東京、ISBN 4-431-70938-X（2002年12月10日）.
- 柴田正和：「常微分方程式の局所漸近解析」、森北出版 （2010年8月）.
- 大谷光春：「常微分方程式論」、サイエンス社 (2011年).
- 坂井秀隆：「常微分方程式」、東京大学出版会、ISBN 978-4-13-062960-7（2015年8月24日）.
- 岩見真吾、佐藤佳、竹内康博 ：「ウイルス感染と常微分方程式」、共立出版（シリーズ: 現象を解明する数学 / 三村昌泰, 竹内康博, 森田善久 編集）（2017年4月).

### 洋書
- Hartman, Philip (2002) [1964], Ordinary differential equations, Classics in Applied Mathematics, 38, Philadelphia: en:Society for Industrial and Applied Mathematics, ISBN 978-0-89871-510-1, MR 1929104
- Ince, Edward L. (1944) [1926], Ordinary Differential Equations, en:Dover Publications, New York, ISBN 978-0-486-60349-0, MR 0010757
- Witold Hurewicz, Lectures on Ordinary Differential Equations, en:Dover Publications, ISBN 0-486-49510-8
- Teschl, Gerald (2012). Ordinary Differential Equations and Dynamical Systems. Providence: American Mathematical Society. ISBN 978-0-8218-8328-0.
- Polyanin, A. D. and V. F. Zaitsev, Handbook of Exact Solutions for Ordinary Differential Equations (2nd ed.), Chapman & Hall/CRC Press, Boca Raton, 2003. ISBN 1-58488-297-2
- Grimshaw, R. (2017). Nonlinear ordinary differential equations. Routledge.
- Arnolʹd, V. I., Geometrical methods in the theory of ordinary differential equations. en:Springer Science & Business Media.
- Arnolʹd, V. I., Ordinary differential equations. Springer.
- Wolfgang Walter, Ordinary differential equations. Springer.
- Logemann, H., & Ryan, E. P. (2014). Ordinary differential equations: Analysis, qualitative theory and control. Springer.
- Hermann, M., & Saravi, M. (2014). A First Course in Ordinary Differential Equations. Analytical and Numerical Methods, Springer India.
- Chicone, C. (2006). Ordinary differential equations with applications. Springer Science & Business Media.
- Jeremy J. Gray: Linear Differential Equations and Group Theory from Riemann to Poincaré (2nd Ed.), Birkhäuser, ISBN 978-0-8176-4773-5 (2008).
- Fritz Schwarz: Algorithmic Lie Theory for Solving Ordinary Differential Equations, Chapman & Hall, ISBN 1-58488-889-X (2008).

### 方程式
- パンルヴェ方程式
- リッカチ方程式
- フックス型微分方程式
- ガウスの微分方程式
- ベッセル関数
- ルジャンドルの微分方程式
- 微分方程式
- 線型微分方程式
- 複素微分方程式
- 偏微分方程式

### 数値計算
- NAG数値計算ライブラリ
- 硬い方程式
- 常微分方程式の数値解法
  - ルンゲ・クッタ法
  - 線型多段法
  - 狙い撃ち法